# Slavum lentiscoides
Slavum lentiscoides är en insektsart. Slavum lentiscoides ingår i släktet Slavum och familjen långrörsbladlöss. Inga underarter finns listade i Catalogue of Life.